# Поздняков Станіслав Олексійович
Станісла́в Олексі́йович Поздняко́в (рос. Станислав Алексеевич Поздняков, нар. 27 вересня 1973 року, Новосибірськ) — російський державний діяч, фехтувальник на шаблях. Президент Олімпійського Комітету Росії з 29 травня 2018 року.
Десятиразовий чемпіон світу, тринадцятиразовий чемпіон Європи, п'ятиразовий володар Кубка світу, чотириразовий чемпіон Олімпійських ігор. Заслужений майстер спорту Росії (1996) з фехтування. Кандидат педагогічних наук.

## Життєпис
Станіслав Поздняков народився 27 вересня 1973 року, в місті Новосибірську в родині лікарів: батько був військовим лікарем, мати — лікарем-акушером в обласній клінічній лікарні.
З шести років впродовж 3 років ходив у басейн, але монотонне плавання від бортика до бортика не дуже подобалась хлопцю, тому він вирішив зайнятись футболом.
Але коли вони з мамою йшли записуватись у футбольну секцію, їм на очі потрапило оголошення про набір до Спеціалізованої школи олімпійського резерву з фехтування і вибір було зроблено. Зі шпаги і шаблі Станіславу більше сподобалась остання і він почав нею займатися, спочатку в загальній групі, а потім на нього увагу звернув тренер Борис Пісецький і почав давати індивідуальні уроки.
Після закінчення середньої школи Поздняков поступив до Новосибірського державного технічного університету на факультет «автоматичні системи управління», але у 1997-му перевівся на 3-й курс Новосибірського державного педагогічного університету.
Після закінчення університету вступив до аспірантури, став працювати над кандидатською дисертацією на тему «Тактико-технічна підготовка молодіжної збірної команди з фехтування на шаблях».
У 1990 році у віці 16 років Поздняков зайняв 5-е місце на етапі Кубка світу в Москві серед дорослих, після чого на нього звернули увагу тренери молодіжної збірної СРСР.
У 1992 році 18-річному юнакові вдалося зайняти 3-е місце на чемпіонаті СРСР серед дорослих, після якого він потрапив до першої команди, що їхала на Олімпійські ігри до Барселони. Там він брав участь тільки в командних змаганнях і провів лише кілька поєдинків проти збірної Канади, але отримав своє перше олімпійське золото. Після того, як у 1993 Об'єднана команда, в якій з 5 членів було 2 українці, розділилася, Станіслав став повноправним членом збірної команди Росії.
У 1994 Поздняков став чемпіоном світу у командних змаганнях і срібним призером в індивідуальних, програвши у фіналі Феліксу Беккеру. Того ж року вперше став чемпіоном Європи.
У 1995 стає другим у командних змаганнях на світовій першості, а в індивідуальних не доходить до фіналу, поступившись своєму одвічному супернику Луїджі Тантіно з Італії.
1996 рік став найуспішнішим в кар'єрі Станіслава Позднякова. На Олімпійських іграх в Атланті він завоював дві золоті нагороди. Найважчим в індивідуальних змаганнях був чвертьфінальний поєдинок проти колишнього партнера по команді Вадима Гутцайта зі збірної України. У напруженнійшому бою Поздняков переміг з мінімальним рахунком 15:14.
Наступного року він вперше став чемпіоном світу в індивідуальних змаганнях. У командних — здобув срібну нагороду, російська команда поступилась збірній Франції.
У 1998 році Станіслав Поздняков завоював бронзову медаль в командних змаганнях на чемпіонаті.
У 1999 на світовій першості став третім у складі команди та другим в індивідуальних змаганнях, програвши один укол французу Даміанту Туйє (14:15).
У 2000 російські шаблісти зайняли весь п'єдестал пошани в особистих змаганнях на чемпіонаті Європи (перший — Сергій Шариков, другий — Олексій Фросін, третій — Станіслав Поздняков) і виграли командний турнір.
Олімпійський турнір того року в індивідуальних змаганнях російські шаблісти провели не дуже вдало — жоден з них не дістався олімпійського подіуму, Поздняков програв за вихід у чвертьфінал французу Матью Гурдану. Але у командних змаганнях їм не було рівних, вони впевнено долали всіх суперників, в тому числі і у фіналі — з рахунком 45:32 перемогли збірну Франції.
Наступного року Станіслав Поздняков виграв всі офіційні турніри найвищого рівня: чемпіонат світу — в індивідуальному і командному заліку та континентальну першість — індивідуально і в команді.
2002 року у нього були такі ж результати і на чемпіонаті світу, і на чемпіонаті Європи.
Ще через рік повторив свій успіх на континентальній першості в обох видах змагань, та на чемпіонаті світу в командному заліку.
У 2004 знову став першим на чемпіонаті Європи — індивідуально і в команді. На літніх Олімпійських іграх 2004 року в Афінах Станіслав Поздняков у складі збірної Росії став бронзовим призером. Росіяни поступилису у півфіналі збірній Італії з рахунком 42:45, а потім виграли зустріч за третє місце у збірної США. В індивідуальних змаганнях Поздняков став шостим, поступившись у чвертьфіналі Дмитру Лапкесу з Білорусі 9:15.
Наступного року він стає чемпіоном світу і Європи в командних змаганнях і срібним призером світової першості в індивідуальному заліку, програвши у вирішальному поєдинку румуну Міхай Коваліу.
2006-го стає чемпіоном світу в індивідуальному заліку та бронзовми призером світової і континентальної першості в командних змаганнях.
У 2007 здобуває останній трофей на чемпіонаті світу, завоювавши золоту медаль в індивідуальному заліку. На чемпіонаті Європи додає медаль такого ж ґатунку в командних змаганнях та бронзову нагороду в індивідуальних.
2008-го на чемпіонаті Європи в Києві завойовує останню медаль в кар'єрі на змаганнях найвищого рівня, ставши чемпіоном в команді. На пекінській Олімпіаді того ж року залишається без нагород. Чоловіча команда шаблістів Росії посіла четверте місце, мінімально поступившись у півфіналі команді США 44:45 і з таким же рахунком програвши зустріч за третє місце італійській збірній]]. В індивідуальному заліку Станіслав Поздняков став сімнадцятим, програвши у першому ж поєдинку з рахунком 8:15 Ніколя з Франції, що став на цьому турнірі срібним призером індивідуально і олімпійським чемпіоном у команді. Ці змагання стали останніми для Станіслава Позднякова як спортсмена.
Після Пекіна Станіслав Поздняков переходить на тренерську роботу.
З 2008 року він — старший тренер збірної команди Росії з усіх видів фехтування.
З 2009 року — перший віце-президент Федерації фехтування Росії. Член виконкому Міжнародної федерації фехтування (FIE).

### Політична діяльність
З 2005 року є депутатом Законодавчих зборів Новосибірської області, член фракції «Єдина Росія».
29 травня 2018 року став президентом Олімпійського комітету Росії.

### Державні нагороди
- Орден «За заслуги перед Вітчизною» IV ступеня (19 квітня 2001) — за великий внесок у розвиток фізичної культури і спорту, високі спортивні досягнення на Іграх XXVII Олімпіади 2000 року в Сіднеї.
- Орден Пошани (6 січня 1997) — за заслуги перед державою і високі спортивні досягнення на XXVI літніх Олімпійських іграх 1996 року.
- Орден Дружби (18 лютого 2006) — за великий внесок у розвиток фізичної культури і спорту та високі спортивні досягнення.